# Hockey Series Open 2018-2019 (vrouwen)
De Hockey Series Open 2018-2019 is de eerste ronde van de Hockey Series 2018-2019 voor vrouwen . De competitie ging van start in juni 2018 en eindigde in december van dat jaar. Alle landen die bij de FIH waren aangesloten, behalve de negen deelnemers aan de Hockey Pro League, konden zich inschrijven. De negen beste landen volgens de wereldranglijst van 9 juni 2017 waren direct voor de volgende ronde, de Hockey Series Finals, geplaatst.
De 33 landen werden in zeven verschillende toernooien ingedeeld waarbij per toernooi een, twee of drie landen zich plaatsten voor de volgende ronde.

## Salamanca
In Salamanca (Mexico) werd van 5 tot en met 10 juni gespeeld. De vijf teams speelden één keer tegen elkaar en de beste twee teams plaatsten zich voor de volgende ronde.
Alle tijden zijn in lokale tijd (UTC−6).
| Team        | GS | W | G | V | DV | DT | DS  | Ptn |
| ----------- | -- | - | - | - | -- | -- | --- | --- |
| Canada      | 4  | 4 | 0 | 0 | 71 | 3  | +68 | 12  |
| Mexico      | 4  | 3 | 0 | 1 | 48 | 8  | +40 | 9   |
| Puerto Rico | 4  | 2 | 0 | 2 | 15 | 22 | −7  | 6   |
| Panama      | 4  | 0 | 1 | 3 | 0  | 38 | −38 | 1   |
| Guatemala   | 4  | 0 | 1 | 3 | 0  | 63 | −63 | 1   |

| 5 juni 2018 14:30 |           |        |                                                               |
| Puerto Rico       | 8–0       | Panama | Scheidsrechters: Alejandra Pasillas (MEX) Diana Borrayo (GUA) |
|                   | (verslag) |        | Scheidsrechters: Alejandra Pasillas (MEX) Diana Borrayo (GUA) |

| 5 juni 2018 17:00 |           |           |                                                            |
| Mexico            | 30–0      | Guatemala | Scheidsrechters: Megan Robertson (CAN) Mariana Reydo (ARG) |
|                   | (verslag) |           | Scheidsrechters: Megan Robertson (CAN) Mariana Reydo (ARG) |

| 6 juni 2018 15:00 |           |           |                                                               |
| Canada            | 28–0      | Guatemala | Scheidsrechters: Mariana Reydo (ARG) Alejandra Pasillas (MEX) |
|                   | (verslag) |           | Scheidsrechters: Mariana Reydo (ARG) Alejandra Pasillas (MEX) |

| 6 juni 2018 17:00 |           |        |                                                            |
| Mexico            | 13–0      | Panama | Scheidsrechters: Megan Robertson (CAN) Diana Borrayo (GUA) |
|                   | (verslag) |        | Scheidsrechters: Megan Robertson (CAN) Diana Borrayo (GUA) |

| 7 juni 2018 17:00 |           |        |                                                          |
| Puerto Rico       | 2–18      | Canada | Scheidsrechters: Mariana Reydo (ARG) Diana Borrayo (GUA) |
|                   | (verslag) |        | Scheidsrechters: Mariana Reydo (ARG) Diana Borrayo (GUA) |

| 8 juni 2018 13:00 |           |           |                                                                 |
| Panama            | 0–0       | Guatemala | Scheidsrechters: Alejandra Pasillas (MEX) Megan Robertson (CAN) |
|                   | (verslag) |           | Scheidsrechters: Alejandra Pasillas (MEX) Megan Robertson (CAN) |

| 9 juni 2018 11:00 |           |             |                                                                 |
| Guatemala         | 0–5       | Puerto Rico | Scheidsrechters: Alejandra Pasillas (MEX) Megan Robertson (CAN) |
|                   | (verslag) |             | Scheidsrechters: Alejandra Pasillas (MEX) Megan Robertson (CAN) |

| 9 juni 2018 13:00 |           |        |                                                          |
| Mexico            | 1–8       | Canada | Scheidsrechters: Diana Borrayo (GUA) Mariana Reydo (ARG) |
|                   | (verslag) |        | Scheidsrechters: Diana Borrayo (GUA) Mariana Reydo (ARG) |

| 10 juni 2018 11:00 |           |        |                                                               |
| Canada             | 17–0      | Panama | Scheidsrechters: Alejandra Pasillas (MEX) Diana Borrayo (GUA) |
|                    | (verslag) |        | Scheidsrechters: Alejandra Pasillas (MEX) Diana Borrayo (GUA) |

| 10 juni 2018 13:00 |           |        |                                                            |
| Puerto Rico        | 0–4       | Mexico | Scheidsrechters: Megan Robertson (CAN) Mariana Reydo (ARG) |
|                    | (verslag) |        | Scheidsrechters: Megan Robertson (CAN) Mariana Reydo (ARG) |

## Singapore
In Singapore, werd van 23 juni tot en met 1 juli gespeeld. De zes teams speelden één keer tegen elkaar, de beste twee speelden de finale en plaatsten zich beide voor de volgende ronde.
Alle tijden zijn in lokale tijd (UTC+8).
| Team       | GS | W | G | V | DV | DT | DS  | Ptn |
| ---------- | -- | - | - | - | -- | -- | --- | --- |
| Maleisië   | 5  | 5 | 0 | 0 | 45 | 1  | +44 | 15  |
| Thailand   | 5  | 4 | 0 | 1 | 25 | 4  | +21 | 12  |
| Kazachstan | 5  | 3 | 0 | 2 | 15 | 12 | +3  | 9   |
| Singapore  | 5  | 2 | 0 | 3 | 7  | 9  | −2  | 6   |
| Hongkong   | 5  | 1 | 0 | 4 | 12 | 17 | −5  | 3   |
| Indonesië  | 5  | 0 | 0 | 5 | 0  | 61 | −61 | 0   |

| 23 juni 2018 14:30 |           |          |                                                            |
| Thailand           | 4–0       | Hongkong | Scheidsrechters: Malissa Rahman (SGP) Minami Inamoto (JPN) |
|                    | (verslag) |          | Scheidsrechters: Malissa Rahman (SGP) Minami Inamoto (JPN) |

| 23 juni 2018 15:00 |           |           |                                                                            |
| Maleisië           | 18–0      | Indonesië | Scheidsrechters: Bernadette Pangrazio (AUS) Ornpimol Kittiteerasopon (THA) |
|                    | (verslag) |           | Scheidsrechters: Bernadette Pangrazio (AUS) Ornpimol Kittiteerasopon (THA) |

| 23 juni 2018 17:00 |           |           |                                                                  |
| Kazachstan         | 3–0       | Singapore | Scheidsrechters: Norasyikin Shariudin (MAS) Dinesha Perera (SRI) |
|                    | (verslag) |           | Scheidsrechters: Norasyikin Shariudin (MAS) Dinesha Perera (SRI) |

| 24 juni 2018 15:00 |           |          |                                                                   |
| Maleisië           | 10–0      | Hongkong | Scheidsrechters: Assel Mukasheva (KAZ) Bernadette Pangrazio (AUS) |
|                    | (verslag) |          | Scheidsrechters: Assel Mukasheva (KAZ) Bernadette Pangrazio (AUS) |

| 24 juni 2018 15:30 |           |            |                                                                 |
| Indonesië          | 0–8       | Kazachstan | Scheidsrechters: Rinky See (HKG) Ornpimol Kittiteerasopon (THA) |
|                    | (verslag) |            | Scheidsrechters: Rinky See (HKG) Ornpimol Kittiteerasopon (THA) |

| 24 juni 2018 17:00 |           |           |                                                          |
| Thailand           | 1–0       | Singapore | Scheidsrechters: Binish Hayat (PAK) Minami Inamoto (JPN) |
|                    | (verslag) |           | Scheidsrechters: Binish Hayat (PAK) Minami Inamoto (JPN) |

| 26 juni 2018 17:30 |           |          |                                                             |
| Indonesië          | 0–16      | Thailand | Scheidsrechters: Assel Mukasheva (KAZ) Malissa Rahman (SGP) |
|                    | (verslag) |          | Scheidsrechters: Assel Mukasheva (KAZ) Malissa Rahman (SGP) |

| 26 juni 2018 19:30 |           |          |                                                                      |
| Kazachstan         | 1–8       | Maleisië | Scheidsrechters: Minami Inamoto (JPN) Ornpimol Kittiteerasopon (THA) |
|                    | (verslag) |          | Scheidsrechters: Minami Inamoto (JPN) Ornpimol Kittiteerasopon (THA) |

| 26 juni 2018 20:00 |           |          |                                                          |
| Singapore          | 0–0       | Hongkong | Scheidsrechters: Binish Hayat (PAK) Dinesha Perera (SRI) |
|                    | (verslag) |          | Scheidsrechters: Binish Hayat (PAK) Dinesha Perera (SRI) |

| 27 juni 2018 17:30 |           |          |                                                             |
| Thailand           | 0–4       | Maleisië | Scheidsrechters: Bernadette Pangrazio (AUS) Rinky See (HKG) |
|                    | (verslag) |          | Scheidsrechters: Bernadette Pangrazio (AUS) Rinky See (HKG) |

| 27 juni 2018 19:30 |           |            |                                                                 |
| Hongkong           | 0–3       | Kazachstan | Scheidsrechters: Norasyikin Shariudin (MAS) Mila Yuliarni (IDN) |
|                    | (verslag) |            | Scheidsrechters: Norasyikin Shariudin (MAS) Mila Yuliarni (IDN) |

| 27 juni 2018 20:00 |           |           |                                                           |
| Singapore          | 7–0       | Indonesië | Scheidsrechters: Assel Mukasheva (KAZ) Binish Hayat (PAK) |
|                    | (verslag) |           | Scheidsrechters: Assel Mukasheva (KAZ) Binish Hayat (PAK) |

| 29 juni 2018 15:30 |           |           |                                                          |
| Hongkong           | 12–0      | Indonesië | Scheidsrechters: Binish Hayat (PAK) Dinesha Perera (SRI) |
|                    | (verslag) |           | Scheidsrechters: Binish Hayat (PAK) Dinesha Perera (SRI) |

| 29 juni 2018 16:00 |           |          |                                                                  |
| Kazachstan         | 0–4       | Thailand | Scheidsrechters: Bernadette Pangrazio (AUS) Minami Inamoto (JPN) |
|                    | (verslag) |          | Scheidsrechters: Bernadette Pangrazio (AUS) Minami Inamoto (JPN) |

| 29 juni 2018 18:00 |           |           |                                                        |
| Maleisië           | 5–0       | Singapore | Scheidsrechters: Rinky See (HKG) Assel Mukasheva (KAZ) |
|                    | (verslag) |           | Scheidsrechters: Rinky See (HKG) Assel Mukasheva (KAZ) |

Om de 5e/6e plaats
| 1 juli 2018 15:15 |           |           |                                                                  |
| Hongkong          | 4–0       | Indonesië | Scheidsrechters: Malissa Rahman (SGP) Norasyikin Shariudin (MAS) |
|                   | (verslag) |           | Scheidsrechters: Malissa Rahman (SGP) Norasyikin Shariudin (MAS) |

Om de 3e/4e plaats
| 30 juni 2018 16:45 |                      |           |                                                             |
| Kazachstan         | 3–3 2-4 na shootouts | Singapore | Scheidsrechters: Bernadette Pangrazio (AUS) Rinky See (HKG) |
|                    | (verslag)            |           | Scheidsrechters: Bernadette Pangrazio (AUS) Rinky See (HKG) |

Finale
| 1 juli 2018 15:45 |           |          |                                                             |
| Maleisië          | 6–0       | Thailand | Scheidsrechters: Minami Inamoto (JPN) Assel Mukasheva (KAZ) |
|                   | (verslag) |          | Scheidsrechters: Minami Inamoto (JPN) Assel Mukasheva (KAZ) |

### Eindrangschikking
| rang   | land       |
| ------ | ---------- |
| Goud   | Maleisië   |
| Zilver | Thailand   |
| Brons  | Singapore  |
| 4      | Kazachstan |
| 5      | Hongkong   |
| 6      | Indonesië  |

## Wattignies
In Wattignies, Frankrijk werd van 6 tot en met 8 juli gespeeld. De vier teams speelden één keer tegen elkaar en de beste drie teams plaatsten zich voor de volgende ronde.
Alle tijden zijn in lokale tijd (UTC+2).
| Team        | GS | W | G | V | DV | DT | DS  | Ptn |
| ----------- | -- | - | - | - | -- | -- | --- | --- |
| Wit-Rusland | 3  | 3 | 0 | 0 | 15 | 2  | +13 | 9   |
| Rusland     | 3  | 2 | 0 | 1 | 10 | 7  | +3  | 6   |
| Frankrijk   | 3  | 1 | 0 | 2 | 5  | 8  | −3  | 3   |
| Oostenrijk  | 3  | 0 | 0 | 3 | 0  | 13 | −13 | 0   |

| 6 juli 2018 14:30 |           |           |                                                          |
| Wit-Rusland       | 4–0       | Frankrijk | Scheidsrechters: Lisette Baljon (NED) Xenia Ulrich (AUT) |
|                   | (verslag) |           | Scheidsrechters: Lisette Baljon (NED) Xenia Ulrich (AUT) |

| 6 juli 2018 18:00 |           |            |                                                            |
| Rusland           | 4–0       | Oostenrijk | Scheidsrechters: Ines El-Hajem (FRA) Elena Ozerskaia (BLR) |
|                   | (verslag) |            | Scheidsrechters: Ines El-Hajem (FRA) Elena Ozerskaia (BLR) |

| 7 juli 2018 16:00 |           |             |                                                         |
| Rusland           | 2–5       | Wit-Rusland | Scheidsrechters: Ines El-Hajem (FRA) Xenia Ulrich (AUT) |
|                   | (verslag) |             | Scheidsrechters: Ines El-Hajem (FRA) Xenia Ulrich (AUT) |

| 7 juli 2018 18:00 |           |            |                                                                   |
| Frankrijk         | 3–0       | Oostenrijk | Scheidsrechters: Lisette Baljon (NED) Anastasia Bogolyubova (RUS) |
|                   | (verslag) |            | Scheidsrechters: Lisette Baljon (NED) Anastasia Bogolyubova (RUS) |

| 8 juli 2018 16:00 |           |            |                                                                   |
| Wit-Rusland       | 6–0       | Oostenrijk | Scheidsrechters: Lisette Baljon (NED) Anastasia Bogolyubova (RUS) |
|                   | (verslag) |            | Scheidsrechters: Lisette Baljon (NED) Anastasia Bogolyubova (RUS) |

| 8 juli 2018 18:00 |           |         |                                                           |
| Frankrijk         | 2–4       | Rusland | Scheidsrechters: Xenia Ulrich (AUT) Elena Ozerskaia (BLR) |
|                   | (verslag) |         | Scheidsrechters: Xenia Ulrich (AUT) Elena Ozerskaia (BLR) |

## Port Vila
In Port Vila, Vanuatu, werd van 15 tot en met 18 augustus gespeeld. De vier teams speelden een keer tegen elkaar in het Hockey 5-formaat. De beste twee speelden in de finale en de winnaar plaatste zich voor de volgende ronde.
Alle tijden zijn in lokale tijd (UTC+11).

### Eerste ronde
| Team             | GS | W | G | V | DV | DT | DS  | Ptn |
| ---------------- | -- | - | - | - | -- | -- | --- | --- |
| Fiji             | 3  | 3 | 0 | 0 | 26 | 1  | +25 | 9   |
| Vanuatu          | 3  | 2 | 0 | 1 | 13 | 7  | +6  | 6   |
| Salomonseilanden | 3  | 1 | 0 | 2 | 7  | 15 | −8  | 3   |
| Tonga            | 3  | 0 | 0 | 3 | 3  | 26 | −23 | 0   |

| 15 augustus 2018 11:00 |           |         |                                                         |
| Tonga                  | 0–9       | Vanuatu | Scheidsrechters: Harry Heritage (FIJ) Samson Auga (SOL) |
|                        | (verslag) |         | Scheidsrechters: Harry Heritage (FIJ) Samson Auga (SOL) |

| 15 augustus 2018 17:00 |           |         |                                                               |
| Salomonseilanden       | 2–4       | Vanuatu | Scheidsrechters: Catherine Thaggard (FIJ) Nick Saunders (NZL) |
|                        | (verslag) |         | Scheidsrechters: Catherine Thaggard (FIJ) Nick Saunders (NZL) |

| 16 augustus 2018 09:00 |           |      |                                                        |
| Tonga                  | 0–13      | Fiji | Scheidsrechters: Nick Saunders (NZL) Samson Auga (SOL) |
|                        | (verslag) |      | Scheidsrechters: Nick Saunders (NZL) Samson Auga (SOL) |

| 16 augustus 2018 14:00 |           |                  |                                                             |
| Fiji                   | 8–1       | Salomonseilanden | Scheidsrechters: Catherine Thaggard (FIJ) Samson Auga (SOL) |
|                        | (verslag) |                  | Scheidsrechters: Catherine Thaggard (FIJ) Samson Auga (SOL) |

| 17 augustus 2018 11:00 |           |         |                                                        |
| Fiji                   | 5–0       | Vanuatu | Scheidsrechters: Samson Auga (SOL) Nick Saunders (NZL) |
|                        | (verslag) |         | Scheidsrechters: Samson Auga (SOL) Nick Saunders (NZL) |

| 17 augustus 2018 12:00 |           |                  |                                                               |
| Tonga                  | 3–4       | Salomonseilanden | Scheidsrechters: Catherine Thaggard (FIJ) Malkom meioho (VAN) |
|                        | (verslag) |                  | Scheidsrechters: Catherine Thaggard (FIJ) Malkom meioho (VAN) |

### Plaatsingswedstrijden
Om de 3e/4e plaats
| 18 augustus 2018 10:00 |           |       |                                                           |
| Salomonseilanden       | 4–1       | Tonga | Scheidsrechters: Nick Saunders (NZL) Harry Heritage (FIJ) |
|                        | (verslag) |       | Scheidsrechters: Nick Saunders (NZL) Harry Heritage (FIJ) |

Finale
| 18 augustus 2018 12:00 |           |         |                                                            |
| Fiji                   | 3–2       | Vanuatu | Scheidsrechters: Frank Vira (VAN) Catherine Thaggard (FIJ) |
|                        | (verslag) |         | Scheidsrechters: Frank Vira (VAN) Catherine Thaggard (FIJ) |

### Eindrangschikking
| rang   | land             |
| ------ | ---------------- |
| Goud   | Fiji             |
| Zilver | Vanuatu          |
| Brons  | Salomonseilanden |
| 4      | Tonga            |

## Vilnius
In Vilnius, Litouwen werd van 21 tot en met 26 augustus gespeeld. De vijf teams speelden één keer tegen elkaar en de beste drie teams plaatsten zich voor de volgende ronde.
Alle tijden zijn in lokale tijd.
| Team     | GS | W | G | V | DV | DT | DS  | Ptn |
| -------- | -- | - | - | - | -- | -- | --- | --- |
| Oekraïne | 4  | 4 | 0 | 0 | 9  | 1  | +8  | 12  |
| Tsjechië | 4  | 2 | 0 | 2 | 11 | 7  | +4  | 6   |
| Wales    | 4  | 2 | 0 | 2 | 5  | 4  | +1  | 6   |
| Litouwen | 4  | 1 | 1 | 2 | 5  | 7  | −2  | 4   |
| Turkije  | 4  | 0 | 1 | 3 | 2  | 13 | −11 | 1   |

| 21 augustus 2018 17:00 |           |         |                                                              |
| Wales                  | 1–0       | Turkije | Scheidsrechters: Sandra Wagner (GER) Kamilė Mockaitytė (LTU) |
|                        | (verslag) |         | Scheidsrechters: Sandra Wagner (GER) Kamilė Mockaitytė (LTU) |

| 21 augustus 2018 19:00 |           |          |                                                                  |
| Litouwen               | 0–2       | Oekraïne | Scheidsrechters: Anastasia Bogolyubova (RUS) Teresa Lipsky (GER) |
|                        | (verslag) |          | Scheidsrechters: Anastasia Bogolyubova (RUS) Teresa Lipsky (GER) |

| 22 augustus 2018 17:00 |           |         |                                                              |
| Tsjechië               | 7–1       | Turkije | Scheidsrechters: Olena Klymenko (UKR) Toni-Lee Lambert (WAL) |
|                        | (verslag) |         | Scheidsrechters: Olena Klymenko (UKR) Toni-Lee Lambert (WAL) |

| 22 augustus 2018 19:00 |           |          |                                                                  |
| Wales                  | 0–1       | Oekraïne | Scheidsrechters: Sandra Wagner (GER) Anastasia Bogolyubova (RUS) |
|                        | (verslag) |          | Scheidsrechters: Sandra Wagner (GER) Anastasia Bogolyubova (RUS) |

| 23 augustus 2018 19:00 |           |          |                                                               |
| Litouwen               | 2–4       | Tsjechië | Scheidsrechters: Olena Klymenko (UKR) Kamilė Mockaitytė (LTU) |
|                        | (verslag) |          | Scheidsrechters: Olena Klymenko (UKR) Kamilė Mockaitytė (LTU) |

| 24 augustus 2018 17:00 |           |         |                                                              |
| Oekraïne               | 5–1       | Turkije | Scheidsrechters: Kamilė Mockaitytė (LTU) Teresa Lipsky (GER) |
|                        | (verslag) |         | Scheidsrechters: Kamilė Mockaitytė (LTU) Teresa Lipsky (GER) |

| 25 augustus 2018 15:00 |           |          |                                                              |
| Wales                  | 3–0       | Tsjechië | Scheidsrechters: Kamilė Mockaitytė (LTU) Sandra Wagner (GER) |
|                        | (verslag) |          | Scheidsrechters: Kamilė Mockaitytė (LTU) Sandra Wagner (GER) |

De wedstrijd tussen Turkije en Litouwen werd na 40 minuten gestaakt vanwege de hevige regenval. De volgende dag werd vanaf 9:30 verder gespeeld.
| 25 augustus 2018 17:00 |           |          |                                                                   |
| Turkije                | 0–0       | Litouwen | Scheidsrechters: Olena Klymenko (UKR) Anastasia Bogolyubova (RUS) |
|                        | (verslag) |          | Scheidsrechters: Olena Klymenko (UKR) Anastasia Bogolyubova (RUS) |

| 26 augustus 2018 14:00 |           |          |                                                             |
| Tsjechië               | 0–1       | Oekraïne | Scheidsrechters: Toni-Lee Lambert (WAL) Teresa Lipsky (GER) |
|                        | (verslag) |          | Scheidsrechters: Toni-Lee Lambert (WAL) Teresa Lipsky (GER) |

| 26 augustus 2018 16:00 |           |       |                                                                  |
| Litouwen               | 3–1       | Wales | Scheidsrechters: Sandra Wagner (GER) Anastasia Bogolyubova (RUS) |
|                        | (verslag) |       | Scheidsrechters: Sandra Wagner (GER) Anastasia Bogolyubova (RUS) |

## Santiago
In Santiago, Chili werd van 18 tot en met 23 september gespeeld. De zes teams speelden één keer tegen elkaar en de beste twee teams plaatsten zich voor de volgende ronde.
Alle tijden zijn in lokale tijd (UTC−4).
| Team     | GS | W | G | V | DV | DT | DS  | Ptn |
| -------- | -- | - | - | - | -- | -- | --- | --- |
| Chili    | 5  | 5 | 0 | 0 | 51 | 0  | +51 | 15  |
| Uruguay  | 5  | 4 | 0 | 1 | 41 | 2  | +39 | 12  |
| Paraguay | 5  | 3 | 0 | 2 | 11 | 20 | −9  | 9   |
| Brazilië | 5  | 2 | 0 | 3 | 4  | 18 | −14 | 6   |
| Peru     | 5  | 1 | 0 | 4 | 2  | 26 | −24 | 3   |
| Bolivia  | 5  | 0 | 0 | 5 | 0  | 43 | −43 | 0   |

| 18 september 2018 08:00 |           |      |                                                                |
| Brazilië                | 2–0       | Peru | Scheidsrechters: Veronica Villafañe (ARG) Claudia Flores (PAR) |
|                         | (verslag) |      | Scheidsrechters: Veronica Villafañe (ARG) Claudia Flores (PAR) |

| 18 september 2018 10:00 |           |          |                                                              |
| Uruguay                 | 7–1       | Paraguay | Scheidsrechters: María Locatelli (ARG) Claudia Montino (CHI) |
|                         | (verslag) |          | Scheidsrechters: María Locatelli (ARG) Claudia Montino (CHI) |

| 18 september 2018 12:00 |           |         |                                                               |
| Chili                   | 19–0      | Bolivia | Scheidsrechters: Mercedes Sánchez (ARG) Natalia Lodeiro (URU) |
|                         | (verslag) |         | Scheidsrechters: Mercedes Sánchez (ARG) Natalia Lodeiro (URU) |

| 19 september 2018 08:00 |           |      |                                                              |
| Uruguay                 | 13–0      | Peru | Scheidsrechters: Mercedes Sánchez (ARG) Victoria Pazos (PAR) |
|                         | (verslag) |      | Scheidsrechters: Mercedes Sánchez (ARG) Victoria Pazos (PAR) |

| 19 september 2018 10:00 |           |          |                                                             |
| Bolivia                 | 0–2       | Brazilië | Scheidsrechters: María Locatelli (ARG) Claudia Flores (PAR) |
|                         | (verslag) |          | Scheidsrechters: María Locatelli (ARG) Claudia Flores (PAR) |

| 19 september 2018 12:00 |           |          |                                                                 |
| Chili                   | 13–0      | Paraguay | Scheidsrechters: Veronica Villafañe (ARG) Natalia Lodeiro (URU) |
|                         | (verslag) |          | Scheidsrechters: Veronica Villafañe (ARG) Natalia Lodeiro (URU) |

| 20 september 2018 08:00 |           |         |                                                                |
| Bolivia                 | 0–17      | Uruguay | Scheidsrechters: Claudia Flores (PAR) Veronica Villafañe (ARG) |
|                         | (verslag) |         | Scheidsrechters: Claudia Flores (PAR) Veronica Villafañe (ARG) |

| 20 september 2018 10:00 |           |          |                                                              |
| Peru                    | 0–3       | Paraguay | Scheidsrechters: Natalia Lodeiro (URU) Claudia Montino (CHI) |
|                         | (verslag) |          | Scheidsrechters: Natalia Lodeiro (URU) Claudia Montino (CHI) |

| 20 september 2018 12:00 |           |       |                                                             |
| Brazilië                | 0–10      | Chili | Scheidsrechters: Victoria Pazos (PAR) María Locatelli (ARG) |
|                         | (verslag) |       | Scheidsrechters: Victoria Pazos (PAR) María Locatelli (ARG) |

| 22 september 2018 08:00 |           |         |                                                                 |
| Paraguay                | 3–0       | Bolivia | Scheidsrechters: Claudia Montino (CHI) Veronica Villafañe (ARG) |
|                         | (verslag) |         | Scheidsrechters: Claudia Montino (CHI) Veronica Villafañe (ARG) |

| 22 september 2018 10:00 |           |         |                                                             |
| Brazilië                | 0–4       | Uruguay | Scheidsrechters: María Locatelli (ARG) Victoria Pazos (PAR) |
|                         | (verslag) |         | Scheidsrechters: María Locatelli (ARG) Victoria Pazos (PAR) |

| 22 september 2018 12:00 |           |      |                                                              |
| Chili                   | 8–0       | Peru | Scheidsrechters: Claudia Flores (PAR) Mercedes Sánchez (ARG) |
|                         | (verslag) |      | Scheidsrechters: Claudia Flores (PAR) Mercedes Sánchez (ARG) |

| 23 september 2018 08:00 |           |          |                                                               |
| Paraguay                | 4–0       | Brazilië | Scheidsrechters: Mercedes Sánchez (ARG) Natalia Lodeiro (URU) |
|                         | (verslag) |          | Scheidsrechters: Mercedes Sánchez (ARG) Natalia Lodeiro (URU) |

| 23 september 2018 10:00 |           |         |                                                             |
| Peru                    | 2–0       | Bolivia | Scheidsrechters: Victoria Pazos (PAR) Claudia Montino (CHI) |
|                         | (verslag) |         | Scheidsrechters: Victoria Pazos (PAR) Claudia Montino (CHI) |

| 23 september 2018 12:00 |           |       |                                                                 |
| Uruguay                 | 0–1       | Chili | Scheidsrechters: Veronica Villafañe (ARG) María Locatelli (ARG) |
|                         | (verslag) |       | Scheidsrechters: Veronica Villafañe (ARG) María Locatelli (ARG) |

## Bulawayo
In Bulawayo, Zimbabwe werd van 7 tot en met 9 december gespeeld. De drie teams speelden één keer tegen elkaar en het beste land plaatste zich voor de volgende ronde.
Alle tijden zijn in lokale tijd (UTC+2).
| Team     | GS | W | G | V | DV | DT | DS | Ptn |
| -------- | -- | - | - | - | -- | -- | -- | --- |
| Namibië  | 2  | 2 | 0 | 0 | 4  | 0  | +4 | 6   |
| Zambia   | 2  | 1 | 0 | 1 | 3  | 5  | −2 | 3   |
| Zimbabwe | 2  | 0 | 0 | 2 | 2  | 4  | −2 | 0   |

| 7 december 2018 12:00 |           |        |                                                       |
| Namibië               | 3–0       | Zambia | Scheidsrechters: Sharne meiers (ZIM) Mike Banda (ZIM) |
|                       | (verslag) |        | Scheidsrechters: Sharne meiers (ZIM) Mike Banda (ZIM) |

| 8 december 2018 12:00 |           |          |                                                       |
| Zambia                | 3–2       | Zimbabwe | Scheidsrechters: Mike Banda (ZIM) Peter Caulder (RSA) |
|                       | (verslag) |          | Scheidsrechters: Mike Banda (ZIM) Peter Caulder (RSA) |

| 9 december 2018 12:00 |           |         |                                                           |
| Zimbabwe              | 0–1       | Namibië | Scheidsrechters: Sharne meiers (ZIM) Mohamed Hassan (EGY) |
|                       | (verslag) |         | Scheidsrechters: Sharne meiers (ZIM) Mohamed Hassan (EGY) |

Mannen:
Series Open ·
Series Finals
Vrouwen:
Series Open ·
Series Finals